# Clinton Joseph Davisson
Clinton Joseph Davison (Bloomington, Illinois, 22. listopada 1881. - Charlottesville, Virginia, 1. veljače 1958.), američki fizičar. S L. H. Germerom otkrio ogib ili difrakciju elektrona na kristalu nikla (1927.), čime je potvrđena de Broglieva hipoteza o valnim svojstvima elektrona. Istraživao toplinska zračenja. S G. P. Thomsonom koji je, neovisno o njemu, u isto vrijeme eksperimentalno dokazao pojavu difrakcije elektrona, podijelio Nobelovu nagradu za fiziku (1937.).

## Životopis
Clinton Joseph Davison je rođen 22. listopada 1881. u mjestu Bloomington, Illinois. Maturirao je u lokalnoj srednjoj školi 1902. i dobio školarinu za studij na Sveučilište u Chicagu. Godine 1905. prelazi na Sveučilište Princeton po preporuci Roberta Andrewsa Millikana. Iako zaposlen na Princetonu, 1908. završava studij u Chicagu. Tezu za doktorat razrađivao je i proučavao s Owenom Willansom Richardsonom, britanskim fizičarem i Nobelovcem. Godine 1911. doktorirao je na Princetonu, a iste se godine i oženio Charlotte Richardson, sestrom Owena Richardsona, s kojom je imao četvero djece.
Davisson vrlo brzo dobiva posao na Sveučilištu Carnegie Mellon u Pittsburghu, no 1917. odlazi na dopust kako bi radio u Inženjerskom odjelu Bell Labsa. Po završetku rata Davisson je, nakon što je dobio osiguranje da će imati slobodu pri svom radu, prihvatio stalan posao u Bell Labsu. Razlog odlaska s Carnegiea bio je taj što je smatrao da ga posao profesora sputava u njegovu eksperimentalnom radu. U Bell Labsu je radio do umirovljenja 1946., no onda je prihvatio posao profesora-istraživača na Sveučilištu u Virginiji gdje je radio do 1954.
Godine 1924., francuski fizičar i nobelovac Louis de Broglie postavio je tezu o dualnosti materije. Prema toj tezi, svakoj čestici u gibanju mogao se pridružiti val, te je time svaka čestica imala i valna i čestična svojstva u isto vrijeme. Dokazivanje te teze nije bilo lako, no Davisson je 1927., dok je radio u Bell Labsu, zajedno s Lesterom Germerom uspio pokusima izvesti difrakciju elektrona na površini kristala nikla. Taj slavni Davisson-Germerov pokus potvrdio je de Broglievu tezu i dokazao da čestice doista imaju i valna svojstva jer je pojava ogiba ili difrakcije svojstvena pojava za valove. Neovisnu o Davissonu, Britanac George Paget Thomson je u isto vrijeme uspio izvesti isti pokus i tako i sam dokazao de Broglievu tezu. Zbog tog doprinosa i dokazivanja te teze, Davisson je, zajedno s Thomsonom, podijelio Nobelovu nagradu za fiziku 1937.
Davisson je preminuo 1. veljače 1958. u mjestu Charlottesville, Virginia.

## Dualizam
Dualizam (novolatinski dualismus, prema latinskom dualis: dvojan, dvostruk), u fizici, je fizikalno svojstvo elektromagnetskog zračenja (foton) i osnovnih čestica tvari da pokazuju i valna i čestična svojstva, ovisno o okolnostima. Kada se elektromagnetsko zračenje širi prostorom, javljaju se ogib (difrakcija) i interferencija, što je dokaz da ima valna svojstva. Kada elektromagnetsko zračenje međudjeluje s elektronima iz tvari pri fotoelektričnom učinku, ono se ponaša poput roja sićušnih nedjeljivih čestica, grudica energije koje se zovu fotoni. Dakle, u jednim okolnostima (međudjelovanje s elektronima u metalu) elektromagnetsko zračenje ponaša se kao roj čestica, a u drugim okolnostima (širenje prostorom) kao val. Louis de Broglie iznio je 1923. hipotezu da se analogno tomu ponašaju i čestice tvari, kao na primjer elektroni. Snop elektrona pri međudjelovanju s tvari na koju nalijeće ponaša se kao roj čestica, ali kada se taj snop širi prostorom, on pokazuje valna svojstva. Poslije je pokusima dokazano da se za snop elektrona dobivaju pojave ogiba i interferencije, to jest da pri širenju zaista pokazuje valna svojstva. Zato se u kvantnoj fizici česticama pridružuju matematičke funkcije (valne funkcije), koje su rješenja određene valne jednadžbe (Schrödingerova jednadžba).